# Stelle de Roma. Versi romaneschi
Stelle de Roma. Versi romaneschi è il primo volume autonomo di Trilussa, in cui l'autore, appena diciottenne, raccolse venti madrigali tra quelli pubblicati in precedenza sul Rugantino nella rubrica Stelle de Roma. Il volume, pubblicato nel 1889 da Cerroni e Solaro, comprende una prefazione e un glossario realizzati da Francesco Sabatini, in arte Padron Checco.

## Storia

### Genesi
Dopo che Giggi Zanazzo, direttore del Rugantino, accettò di pubblicare il primo sonetto di Trilussa, che apparse nell'edizione del 30 ottobre 1887, iniziò una assidua collaborazione con il periodico romano, grazie anche al sostegno e all'incitamento di Edoardo Perino, editore del Rugantino, che porterà il giovane Trilussa a pubblicare, tra il 1887 e il 1889, quarantuno prose e cinquanta poesie. Tra queste, un grande successo fu raggiunto dalle Stelle de Roma, circa trenta madrigali pubblicati sul Rugantino che omaggiavano alcune delle più belle fanciulle di Roma. Da queste nasce Stelle de Roma. Versi romaneschi, il primo volume autonomo trilussiano, dove il poeta romano raccolse venti dei suoi madrigali, effettuando su di essi prima un lavoro di revisione durante il quale apportò alcune modifiche alle poesie da lui scelte.

### Pubblicazione
Il volume venne pubblicato nel 1889 da Cerroni e Solaro e venne dedicato da Trilussa a Zanazzo; il direttore del Rugantino, che aveva il merito di aver pubblicato per primo una poesia del giovane Trilussa, annunciò la pubblicazione del libro del suo pupillo scrivendo, il 19 maggio, tra le pagine del Rugantino:

### Accoglienza

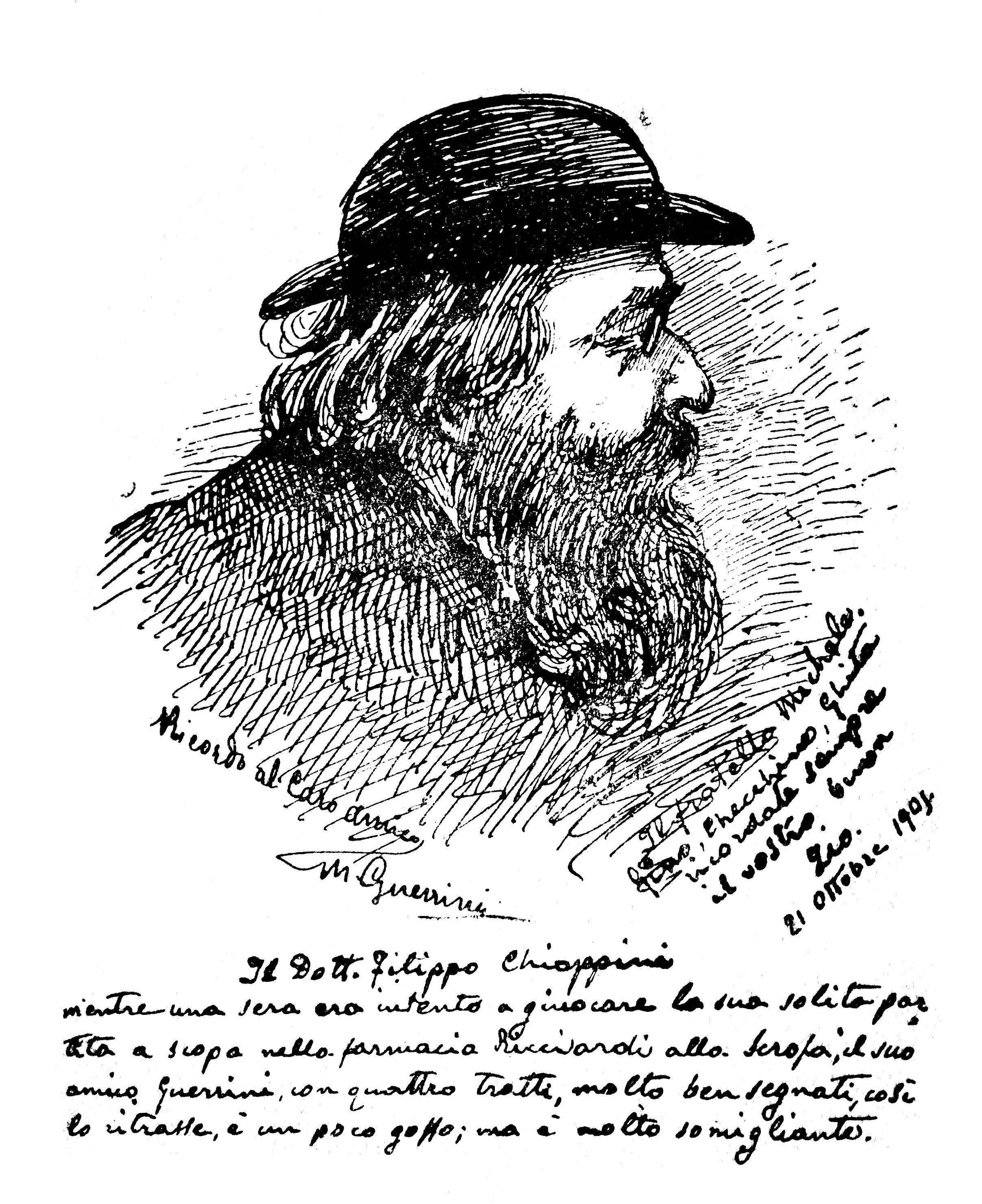
Ritratto di Filippo Chiappini, mentore di Trilussa che insistette affinché egli continuasse gli studi; fu uno dei primi a criticare Trilussa dopo la pubblicazione del suo primo volume di poesie.

La raccolta riscosse uno straordinario successo e donò al giovane poeta un'incredibile popolarità; ma la notorietà di Trilussa portò con sé anche le critiche dei belliani protettori del dialetto puro, che lo criticarono sia per i temi trattati, sia per il linguaggio usato. Il primo a criticarlo fu il suo stesso mentore, Filippo Chiappini, che con lo pseudonimo Mastro Naticchia pubblicò due poesie sul Rugantino in cui canzonava Carlo Alberto: prima con A l'amico Trilussa, il 27 gennaio, e poi con 'Na grande disgrazia, il 4 febbraio.
Un altro pesante attacco giunse il 6 febbraio 1890, con la poesia Poveti romaneschi, pubblicata sul Rugantino e firmata Er dua de bbriscola: questa volta Chiappini intervenne a difesa di Trilussa, riservandosi il diritto di criticare il suo pupillo, e pubblicò in risposta il sonetto È ritratto de' ritrattista:
(Filippo Chiappini, E' ritratto de' ritrattista)

## Struttura dell'opera

### Prefazione e nota introduttiva
Ad aprire il volume è una elaborata prefazione realizzata da Francesco Sabatini, in arte Padron Checco, che oltre a curare il glossario dell'opera, intraprende una corposa dissertazione riguardo alla ricerca di stelle nei canzonieri popolari, intitolata Luce e amore.

### Poesie
| Titolo | Titolo              | Descrizione |
| ------ | ------------------- | --- |
|        | I. [Santafiora]     | Madrigale composto da una sola strofa di dieci endecasillabi. Primo componimento dell'opera, è dedicato alla contessa Carolina Santafiora; nella poesia Trilussa esordisce dichiarando il suo intento: (ROMANESCO) «Io vorrebbe lodà' 'sta vaga stella Ch'i' mmezzo all'antre più ariluce e bbrilla Vorebbe dije: quanto sete bbella!» (italiano) «Io vorrei lodare questa soave stella che tra le altre più splende e brilla. Le vorrei dire: quanto siete bella!» Trilussa utilizza la parola stella, che sarà poi la parola chiave di tutta la raccolta. |
|        | II. [G. Bruschi]    | Madrigale composto da tre terzine: la prima in endecasillabi, la seconda e la terza composte da un quinario e due endecasillabi. Dedicato alla contessa Gianna Bruschi, non prende spunto da Stelle de Roma - XII. [Lovatti], pubblicata sul Rugantino del 29 luglio 1888. La protagonista del madrigale, secondo le parole di Trilussa, è così bella che una personificazione della Luna è invidiosa di lei, ed ha un viso talmente grazioso da superare la bellezza dei personaggi dipinti da Raffaello Sanzio.                                           |
|        | III. [A. Bruschi]   | |
|        | IV. [Ingami]        | Pubblicata per la prima volta sul Rugantino del 6 dicembre 1888 |
|        | V. [Serafini]       | Pubblicata per la prima volta sul Rugantino del 28 giugno 1888 |
|        | VI. [Bucci]         | Pubblicata per la prima volta sul Rugantino del 10 giugno 1888 |
|        | VII. [Todrani]      | Pubblicata per la prima volta sul Rugantino del 17 giugno 1888 |
|        | VIII. [Angelini]    | Pubblicata per la prima volta sul Rugantino del 19 agosto 1888 |
|        | IX. [Argenti]       | Pubblicata per la prima volta sul Rugantino del 5 luglio 1888 |
|        | X. [Mazzetti]       | Pubblicata per la prima volta sul Rugantino del 3 giugno 1888 |
|        | XI. [Rappini]       | Pubblicata per la prima volta sul Rugantino del 15 luglio 1888 |
|        | XII. [Tanfani]      | |
|        | XIII. [Piccinini]   | Pubblicata per la prima volta sul Rugantino del 5 luglio 1888 |
|        | XIV. [Carnevali]    | Pubblicata per la prima volta sul Rugantino del 20 gennaio 1889 |
|        | XV. [Crispi]        | Pubblicata per la prima volta sul Rugantino del 7 aprile 1889, ne è presente una versione molto diversa nel Rugantino del 7 giugno 1888 |
|        | XVI. [Vettori]      | Pubblicata per la prima volta sul Rugantino del 12 agosto 1888 |
|        | XVII. [Vinciguerra] | Pubblicata per la prima volta sul Rugantino del 3 gennaio 1889 |
|        | XIII. [Marucchi]    | Pubblicata per la prima volta sul Rugantino del 27 gennaio 1889 |
|        | XIX. [Caivano]      | |
|        | XX. [Negri]         | Pubblicata per la prima volta sul Rugantino del 5 agosto 1888 |

Legenda:
     Poesie pubblicate per la prima volta sul Rugantino
     Poesie pubblicate per la prima volta in Stelle de Roma. Versi romaneschi o di cui non si rintraccia un precedente pubblicato altrove